# 市
市（し、英: city）は、行政区分のひとつで、通常は人口が多く密集した自治体にあてられる。行政上の区分としてあるかどうかに関わらず、人口密集地をより一般的にとらえる場合には、都市ということが比較的多い。

## 日本における市

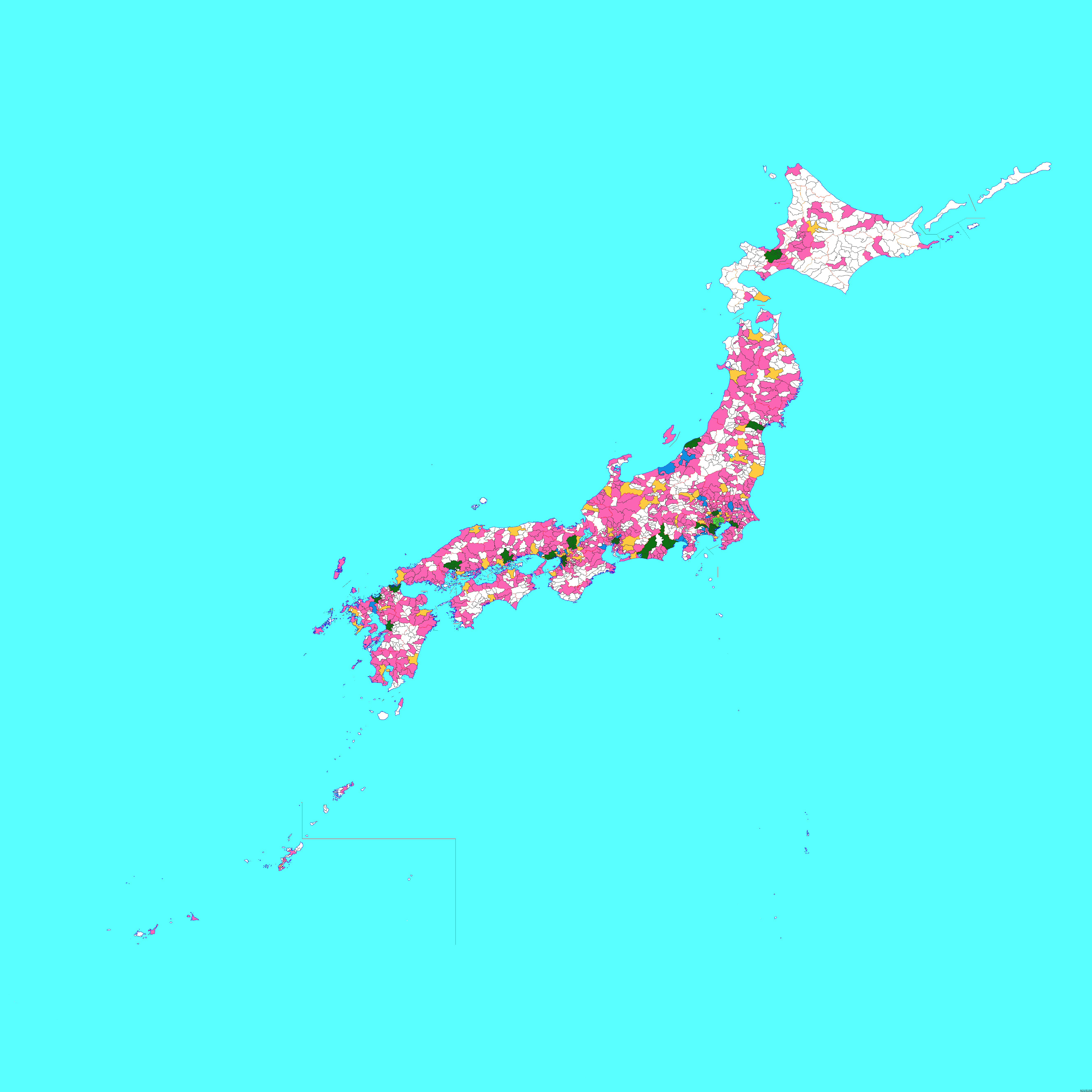
日本の市の地図（2021年4月1日現在）
緑:政令指定都市
黄:中核市
青:施行時特例市
桃:一般市
黄緑:特別区（東京23区のみ）
白:（郡部（町と村））水色:（海）

### 市制の市
近世までの日本では、商工業者が住む人口密集地を町、農民が住む集落を村として区分し、市という行政単位はなかった。
明治時代になると、まず1878年（明治11年）7月に郡区町村編制法が公布され、大きな人口密集地に区を置いた。ついで1888年（明治21年）4月公布の市制によって、区にかわって市が置かれることになった。市制は町村制と同時に、しかし別個の法として設置された。個々の市への実際の施行は1889年（明治22年）4月が最初である。

### 地方自治法の市
1947年（昭和22年）に地方自治法が制定されると、市町村はこの法律に従って置かれた。
地方自治法では、市は都道府県に次ぐ規模の普通地方公共団体である。市となるべき普通地方公共団体の要件（市制要件）は地方自治法第8条に以下が示されている。
- 原則として人口5万人以上- 基準とする人口は国勢調査を基とする[1]。
- 中心市街地の戸数が全戸数の6割以上
- 商工業等の都市的業態に従事する世帯人口が全人口の6割以上
- 他に当該都道府県の条例で定める要件を満たしていること

だが一度、市になると人口減少などにより市の条件を満たせないようになっても、市のままでいることができる。まだ日本で、市になった都市が町村になったことはない。ただし分立により町村になったケースはある。なお、市であっても広さや市街地の配置などによっては山間部や農村部が面積の大半を占めている場合もあり、必ずしも町村より人口密度が高いというわけではない。
町、村から市への移行手続きは地方自治法第7条に定められており、関係市町村の申請に基き、都道府県知事があらかじめ総務大臣に協議し、その同意を得た上で当該都道府県の議会の議決を経てこれを定め、直ちにその旨を総務大臣に届け出ることとなっている。（町〈村〉を市とする処分）
しかし実際には、総務大臣との協議の際に、地方自治法第8条の市制要件の他、市制施行協議基準（昭和28年3月9日付け 自乙発第14号 自治庁次長通知）も満たすことが求められるため、多くの町村にとって市制への移行は容易なものではない。
市制への移行の例としては東京都千代田区のように、特別区からの移行を目指しているものもある（千代田市構想）。
また1995年（平成7年）に改正された市町村の合併の特例に関する法律（合併特例法）など市町村合併を促進する法整備がなされ、市町村合併の際における市制要件が人口3万人以上に緩和されその他の要件を満たす必要がなくなるなどしたため、町村合併により市制を目指す例も多く見られた。なお、この合併特例法は2005年（平成17年）3月に失効したが、4月からは市町村の合併の特例等に関する法律が施行された。

### 市の名称
新しく市となる普通地方公共団体の名称については、以前は特に規定もなく、福岡県遠賀郡若松町が旧市制の下において市制施行する際には福島県若松市（1899年（明治32年）4月1日市制施行）との重複は特に問題にならず、1914年（大正3年）4月1日に福岡県若松市（現北九州市若松区）が成立した。
しかし、1942年（昭和17年）4月1日市制施行の大阪府泉大津市を嚆矢（こうし）に、1948年（昭和23年）1月1日に奈良県大和高田市、4月1日に大阪府泉佐野市、1954年（昭和29年）1月1日に奈良県大和郡山市、3月31日に滋賀県近江八幡市、4月1日に岐阜県美濃加茂市および大阪府河内長野市、5月31日に大分県豊後高田市と、市の名称の重複に配慮した事例が続き、半ば慣行化していた。
その最中、東京都府中市（1954年（昭和29年）4月1日市制施行）が市制施行を申請したあとに、広島県府中市が「1954年、（昭和29年）3月31日」と一日早い市制施行日を申請するという、ある種の競争が発生し、市の名称の重複が問題視されるようになった。若松市の事例と異なり、府中市の事例は重複に配慮すべき相手先の市がまだ存在しない時点における競争が理由の重複であったが、1954年（昭和29年）7月1日に埼玉県比企郡松山町ほか4村が合併した際に市名として申請した松山市は愛媛県松山市との重複を理由に認可されず、東松山市となった。また、同一名称市の最初の事例である若松市でも先に市制施行をした福島県若松市が周辺町村の編入を期に1955年（昭和30年）1月1日、会津若松市に改称した。
こうしたことを踏まえ、1970年（昭和45年）に各都道府県知事あてに出された「地方自治法の一部を改正する法律の施行について」（昭和45年3月12日自治振第32号）という自治事務次官通知によって、「市の設置若しくは町を市とする処分を行う場合において、当該処分により、新たに市となる普通地方公共団体の名称については、既存の市の名称と同一となり、又は類似することとならないよう十分配慮すること。」とされるようになった。
これ以後、既に存在する市の（表記上の）名称と同一の名称を使用することができないとされ、既存の市と同一名称の町が市制施行をする際には、方角等を頭に付す（北海道北広島市、埼玉県上福岡市〈現ふじみ野市〉、東京都東大和市、山口県新南陽市〈現周南市〉など）、旧国名や都道府県名・郡名などの広域地名を付す（岩手県陸前高田市、茨城県常陸太田市、常陸大宮市、京都府京田辺市、大阪府大阪狭山市、広島県安芸高田市など）、地域を象徴する名詞等を後ろに付す（京都府長岡京市、福岡県大野城市など）、旧国名にする（大阪府摂津市<三島町が市制施行>、高知県土佐市<高岡町が市制施行>等）、広域地名をそのまま使用する（福岡県八女市〈福島町が市制施行〉など）、瑞祥地名に変更する（埼玉県和光市〈大和町が市制施行〉など）等、様々な方法で市制施行にあたって重複を避けている。
しかし、平成の大合併が行われるなかで、歴史的に共通した項目があるなどの合理的な理由によって既に存在する市側が了承すれば、同一の名称を使用することができるようになり、福島県伊達郡伊達町ほか4町が申請した伊達市が北海道伊達市と同一名称であるにもかかわらず認められた。。
2017年（平成29年）現在、同一名称の市としては前述の府中市と伊達市の2組が存在するのみとなっている。
また、「守山市」と「八幡市」は、それぞれ愛知県と福岡県にあったが、いずれも合併で消滅した（守山市→名古屋市守山区、八幡市→北九州市八幡区→北九州市八幡西区・八幡東区）ため、消滅後に市制施行した滋賀県守山市や京都府八幡市は支障なく市制施行している。
なお、字が違うが同じ読みの市は、出水市と和泉市（いずみ）、鹿島市と鹿嶋市（かしま）、江南市と香南市（こうなん）、古河市と古賀市（こが）、堺市と坂井市（さかい）、さくら市と佐倉市、津島市と対馬市（つしま）、北杜市と北斗市（ほくと）、三次市と三好市とみよし市（みよし）、山形市と山県市（やまがた）の10組が存在する。このうち鹿嶋市とみよし市は、市制施行時に既存の市（鹿島市・三好市）と同一表記となることを避けるために別の文字（異体字・平仮名）を用いた例である。

### 都市制度
一定以上の規模や地域での役割をもつ市は、政令で指定されることによって、より多くの行政サービスを行う権限を持つ、中核市、政令指定都市に移行できる。

## 日本以外の国における市

### 中華人民共和国
伝統的に中国では町のことを「城市」と呼ぶことはあったが、「市」という行政単位は存在せず、現行の市制は日本にならったものである。1920年、広東省を掌握した陳炯明は同年12月に「広州市暫行条例」を公布し、翌年施行された。これが中国に市が置かれたはじめである。1921年7月には徐世昌によって「市自治制」が公布され、県の下に市と郷が置かれた。
国民革命後には「市組織法」を制定し、直轄市と省の下に置かれる省轄市を置いた。中華人民共和国でも同様だったが（ただし直轄市の数は減らされた）、一部の市が周辺の農村部を合併するなどして巨大化し、また一部の県が都市化して市と変わらなくなってきた。そのため、1983年に省轄市を地級市と県級市に分けた。現在の中国では直轄市、地級市、県級市の3つに「市」が使われる。
- 4つの直轄市（北京市、重慶市、上海市、天津市）は、省に属さず独立して自治を行っている。
- 地級市（地区級の市）は省の下に置かれる。
- 県級市はそれより下の行政区分で、ある地級市の中に県級市が存在することもある。

### 中華民国（台湾）
中華民国の市は、行政院が管轄する直轄市、省の下に設置される市、省の下の各県に属する県轄市の3種類がある。
2015年現在、6つの直轄市（台北市、新北市、台中市、台南市、高雄市、桃園市）、3つの市（基隆市、新竹市、嘉義市）、14の県轄市（竹北市、苗栗市、頭份市、彰化市、員林市、南投市、斗六市、太保市、朴子市、屏東市、宜蘭市、花蓮市、台東市、馬公市）が存在する。
日本統治時代の台湾の市制については日本統治時代の台湾行政区分を参照。

### 韓国
第二次世界大戦後の1946年にソウルが特別市として成立した。朝鮮民主主義人民共和国と大韓民国の成立後、それぞれの国で府を市に改めた。大韓民国では1949年8月15日に領土内の19の府をすべて市に改めた（開城市を含む）。
大韓民国では日本と同様の基礎的自治体である一般市と、その中で人口が多い（50万人以上）の大都市（水原市など15市）に「市」が使われる。このほか、日本の都道府県に相当する広域自治体である道の所属から独立し、同等の広域自治体として自治を行うソウル特別市、世宗特別自治市、釜山・大邱・仁川・光州・大田・蔚山の6つの広域市があり、これらは公式には「特別市」「特別自治市」「広域市」を名乗る。ただし一般的には単に「ソウル市」「世宗市」「釜山市」などと呼ぶことも多い。

### ベトナム
ベトナムの都市は、「城庯」（thành phố）と呼ばれ、第一級には中央直轄市（Thành phố trực thuộc Trung ương, 城庯直屬中央）として、第二級には省轄市（thành phố thuộc tỉnh, 城庯屬省）として存在する。第二級には、ほかに「市社（thị xã）」と呼ばれる市もある。